# اینتلیجنتسیا

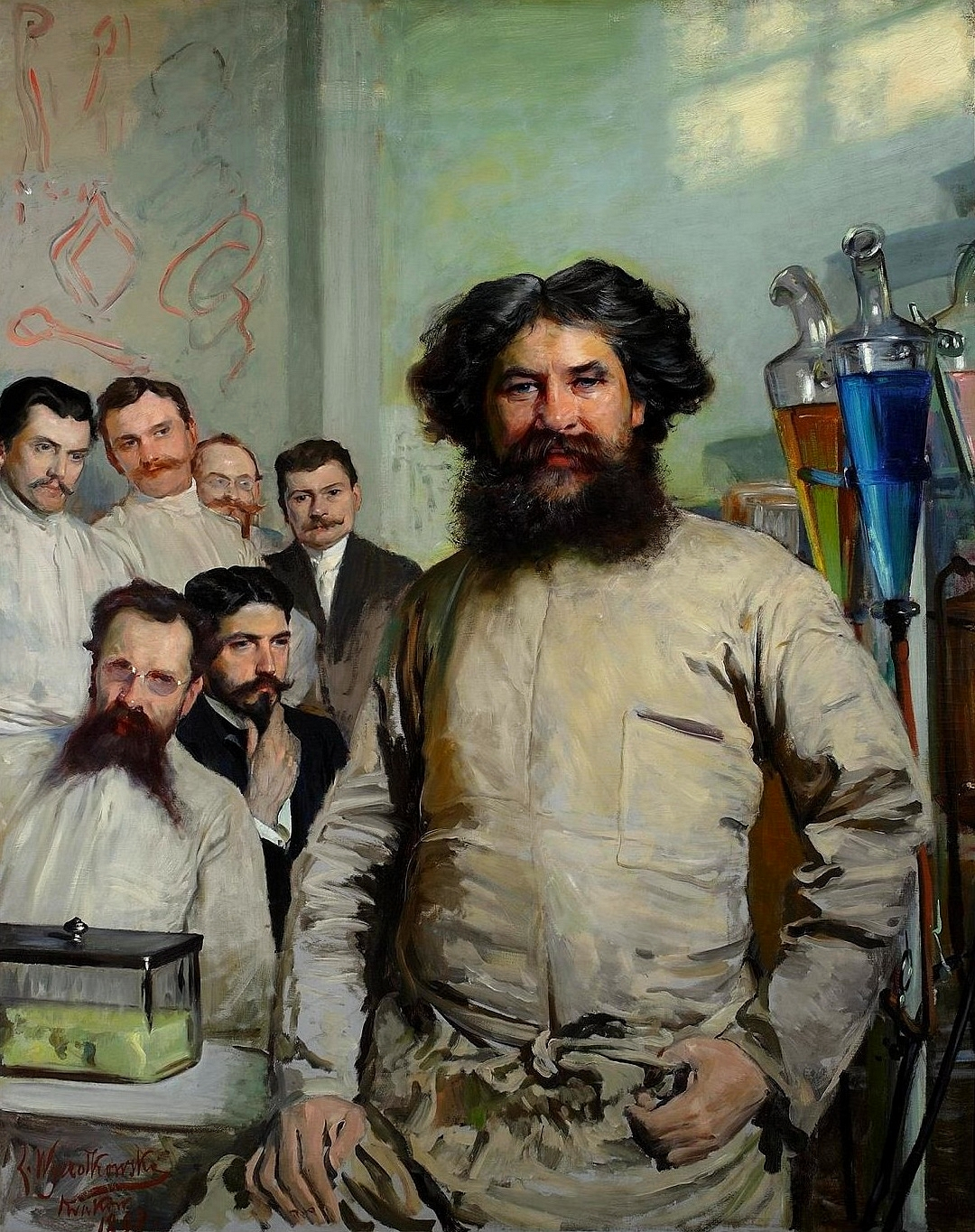
پزشک جراح لودویگ ریدیگیر و دستیارانش

اینتلیجنتسیا (لاتین: intellegentia، (به لهستانی: inteligencja)، روسی: интеллигенция؛ IPA: [ɪntʲɪlʲɪˈɡʲentsɨjə]) به یک طبقه اجتماعی از اشخاص تحصیل‌کرده و روشنفکر گفته می‌شود که به نقد، راهنمایی، و رهبری فرهنگ و سیاست جامعهٔ خود اشتغال داشته باشند. اینتلیجنتسیا می‌تواند شامل معلمان، هنرمندان، دانشگاهیان، نویسندگان، روزنامه‌نگاران و به طور کلی «اهل قلم» باشد. از لحاظ تاریخی، نقش سیاسی اینتلیجنتسیا تاثیرهای متفاوتی بر شکل‌گیری فرهنگ جامعه، از مترقی تا مرتجع داشته است.
اصطلاح اینتلیجنتسیا نخستین بار در اواخر قرن هجدهم و در جریان تجزیه لهستان به کار گرفته شد. در آن زمان لهستان تحت حکومت روسیه تزاری بود و روشنفکر لهستانی برونیسلاو ترنتوسکی از اشخاص لهستانی الاصل متعلق به طبقهٔ بورژوازی و تحصیل‌کرده‌ای را رهبر لهستان مستقل آینده می‌دانست که نسبت به سرنوشت و آینده هم‌وطنان خود احساس مسؤولیت می‌کردند و مدعی در اختیار داشتن ابزار فکری و خطوط اصلی برنامه‌ای اجتماعی و سیاسی برای راهنمایی ملت خود به سوی زندگی بهتر و انسانی‌تری بودند. این افراد در دانشگاه‌ها و مدارس عالی نظامی آموزش یافته بودند و هوادار اصلاحات سیاسی، تقویت مبانی زندگی دموکراتیک و مدرن (مانند اروپای غربی به ویژه فرانسه)، و انجام پروژه اصلاحات ارضی و اقتصادی به سود بورژوازی بودند.
در مورد تفاوت بین «اینتلیجنتسیا» و «روشنفکر» دو نظر وجود‌دارد. برخی بین این دو اصطلاح تفاوت می‌گذارند و معتقدند اینتلیجنتسیا محدود به زمان و مکان خاص خود (روسیه تزاری و لهستان) است و برخی نیز می‌گویند اینتلیجنتسیا گروهی اجتماعی هستند که می‌تواند درهر کشوری پدید‌آید.